# Musée préfectoral de Saitama des anciens tumuli funéraires de Sakitama
Le musée préfectoral de Saitama des anciens tumuli funéraires de Sakitama (埼玉県立さきたま史跡の博物館, Saitama Kenritsu Sakitama Shiseki no Hakubutsukan) se trouve à Gyōda, dans la préfecture de Saitama, au Japon. Le bâtiment est situé à l'intérieur du parc parc du kofun de Sakitama. C'est un des nombreux musées japonais financés par une préfecture.  

## Historique du site
Le musée est d'abord  fondé sous le nom « musée de Sakitama (さきたま資料館) » en 1969 dans le cadre de la construction des « Sakitama Fudoki  Hills (さきたま風土記の丘) », site archéologique comprenant le groupe de kofun de Sakitama. En 2006, la préfecture de Saitama renomme le musée tel qu'il s'appelle aujourd'hui et lui assigne pour objectifs la recherche, la collecte, la conservation des données archéologiques du site ainsi que l'éducation des visiteurs à sa valeur culturelle et historique.
Près de 100 000 visiteurs viennent au musée chaque année pour en apprendre davantage sur le chapelet de kofun de Sakitama et ses objets, dont un trésor national, l'épée d'Inariyama. Le musée se compose de deux bâtiments, le hall Shiseki Sakitama et le centre d'exposition du kofun de Shōgunyama. Ce dernier, ouvert en 1997, permet aux visiteurs de marcher à l'intérieur de la chambre de pierre reconstituée du kofun de Shōgunyama.